# Мадонна Бриджуотер
Мадонна с Младенцем, или Мадонна Бриджуотер (англ. Madonna Bridgewater, итал. Madonna col Bambino, Madonna Bridgeland) — картина выдающегося итальянского живописца Высокого Возрождения Рафаэля Санти с изображением Девы Марии и играющего у Неё на руках младенца Иисуса Христа. Написана в 1507 году, в ранний флорентийский период творчества художника. Название по фамилии прежнего владельца, герцога Ф. Бриджуотера (1758—1829), купившего её в Париже.
Картина написана маслом на дереве, но позже перенесена (дублирована) на холст, её размеры составляют 81 на 56 см. Картина является частью постоянной коллекции Шотландской национальной галереи в Эдинбурге, предоставленной во временное пользование из коллекции герцога Сазерленда.

## История
В семнадцатом веке картина находилась во Франции, в коллекции Жана-Батиста Кольбера, маркиза де Сенеле Орлеанского (Jean-Baptiste Antoine Colbert, Marquis de Seignelay d’Orléans) и в конечном итоге стала собственностью герцога Орлеанского в Пале-Рояль в Париже. В 1792 году картина была приобретена за 3000 фунтов стерлингов герцогом Бриджуотерским (впоследствии графом Эльсмером) в Лондоне. До 1945 года в составе коллекции Эльсмера экспонировалась в Национальной галерее в Лондоне. В настоящее время шедевр передан в аренду Шотландской национальной галерее из коллекции герцога Сазерленда (другая ветвь той же аристократической семьи).

## Иконография
Подготовительные рисунки к картине хранятся в галерее Альбертина в Вене и в Британском музее в Лондоне. Они показывают, что Рафаэль был в то время вдохновлён флорентийскими произведениями Микеланджело и Леонардо да Винчи. Картина, вероятно, предназначалась для частного, индивидуального созерцания и моления.
Композиция картины обладает удивительно мощным и одновременно пластичным движением, обусловленным S-образной линией: от склонённой головы Марии через левый контур группы к движению тела Младенца. Идея, безусловно, почерпнута у Леонардо да Винчи. С правой стороны картины имеется едва заметный дверной проём (типичный для Леонардо).
Рентгеновский анализ картины показывает, что вначале художник написал в качестве фона пейзаж, характерный для ранних умбрийских картин самого Рафаэля. Вероятно, позднее он решил, что тёмный фон позволяет сильнее выделить силуэт и пластическое движение фигур.
Схожее движение фигур прослеживается в произведении Микеланджело «Тондо Таддеи» (1504−1506). Известно, что заказчик тондо, Таддео Таддеи был покровителем и другом Рафаэля, он изучал произведения Рафаэля и Микеланджело, и воспроизвёл микеланджеловское тондо в двух рисунках (один хранится в Лувре, другой в Чатсуорт-хаус). Рисунок с тондо сделал и Рафаэль.
Известны копии картины Рафаэля: одна в Национальной галерее в Лондоне; и другая, овальная версия, которая находится в собственности Национального фонда в Ностелл Прайори, Йоркшир.

## Мадонна А. С. Пушкина
С картиной Рафаэля связан эпизод биографии русского поэта А. С. Пушкина. В сонете «Мадонна» (1830) поэт написал о картине, поразившей его воображение:

Исполнились мои желания. Творец
Тебя мне ниспослал, тебя, моя Мадона
Чистейшей прелести чистейший образец

В письме к Н. Н. Гончаровой (Пушкиной) от 30 июля 1830 года есть и такие строки: «Перед белокурой Мадонной, похожей на вас, как две капли воды…». По воспоминаниям П. М. де Роберти, поэт говорил: «Я женился, чтобы иметь дома свою Мадонну».
Долгое время считалось, что картиной, давшей повод к этим строчкам, была «Мадонна» работы Пьетро Перуджино, учителя Рафаэля, из собрания Н. К. Смирнова, в доме которого бывал поэт. Дальнейшие исследования показали, что, вероятнее всего, это была копия с «Бриджуотерской Мадонны» Рафаэля, которая продавалась в том году в книжном магазине И. Сленина на Невском проспекте в Санкт-Петербурге.